# Cebza

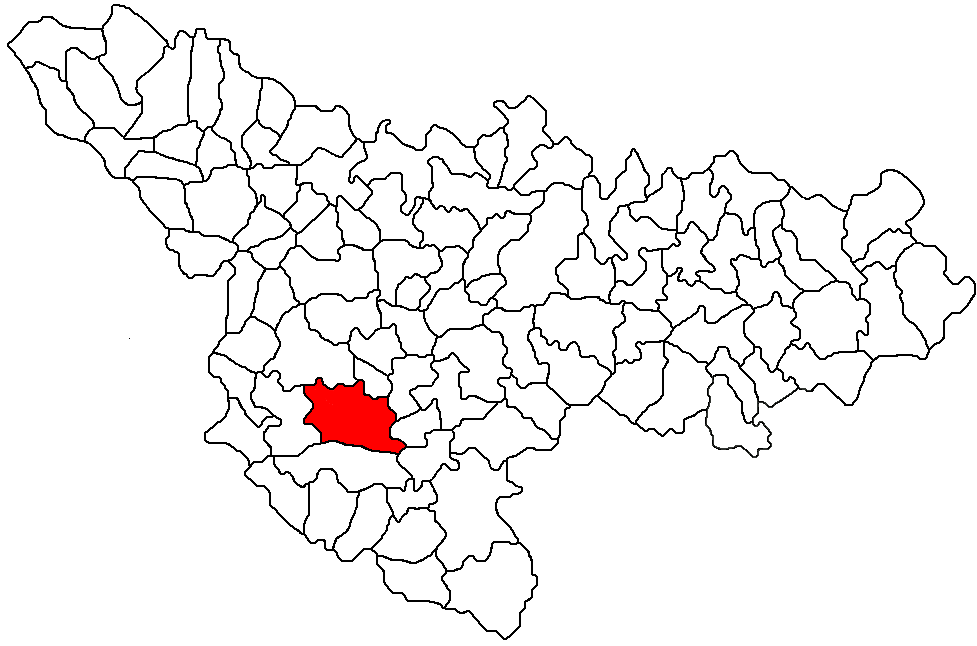
Lage der Stadt Ciacova im Kreis Timiș

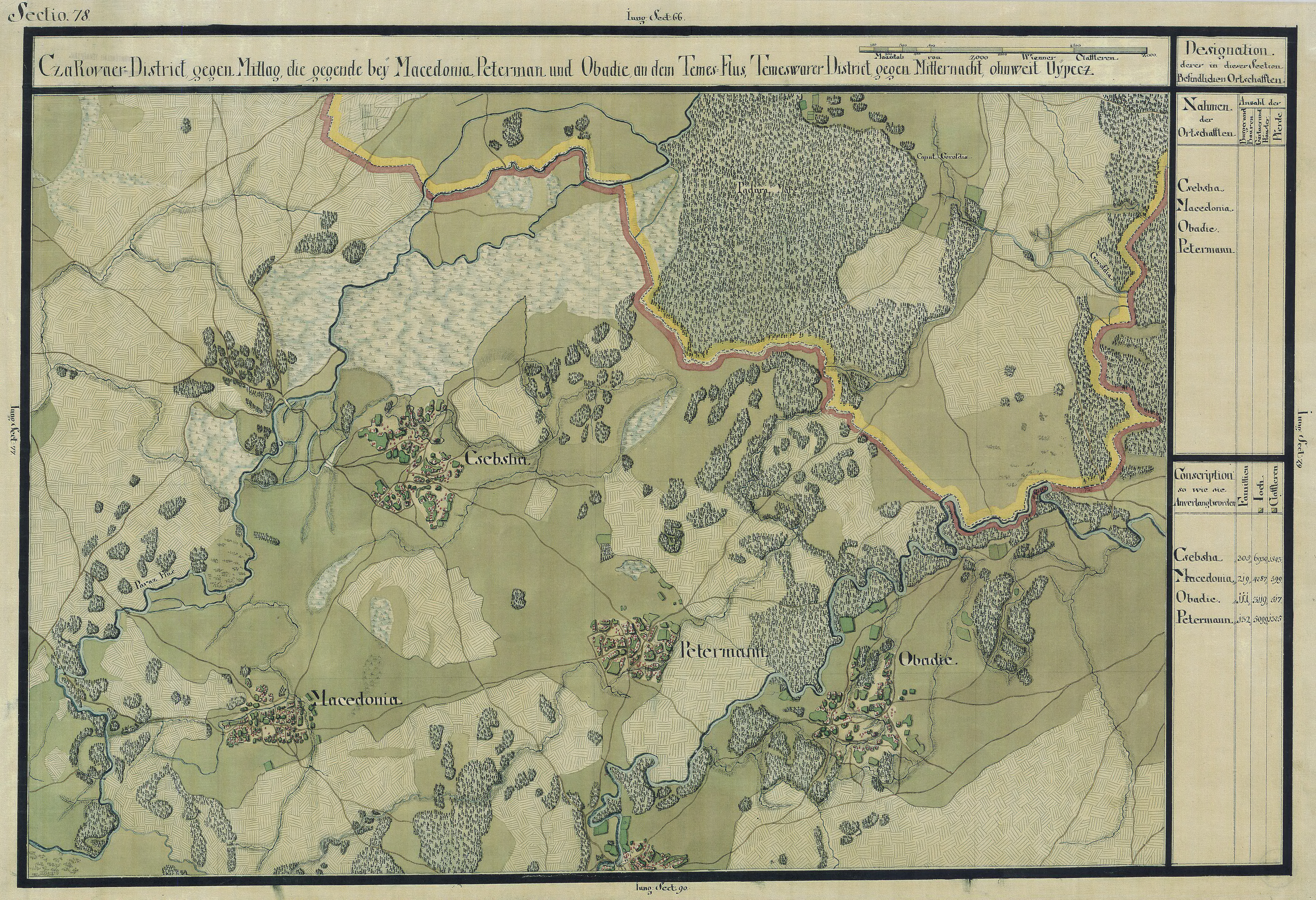
Josephinische Landaufnahme

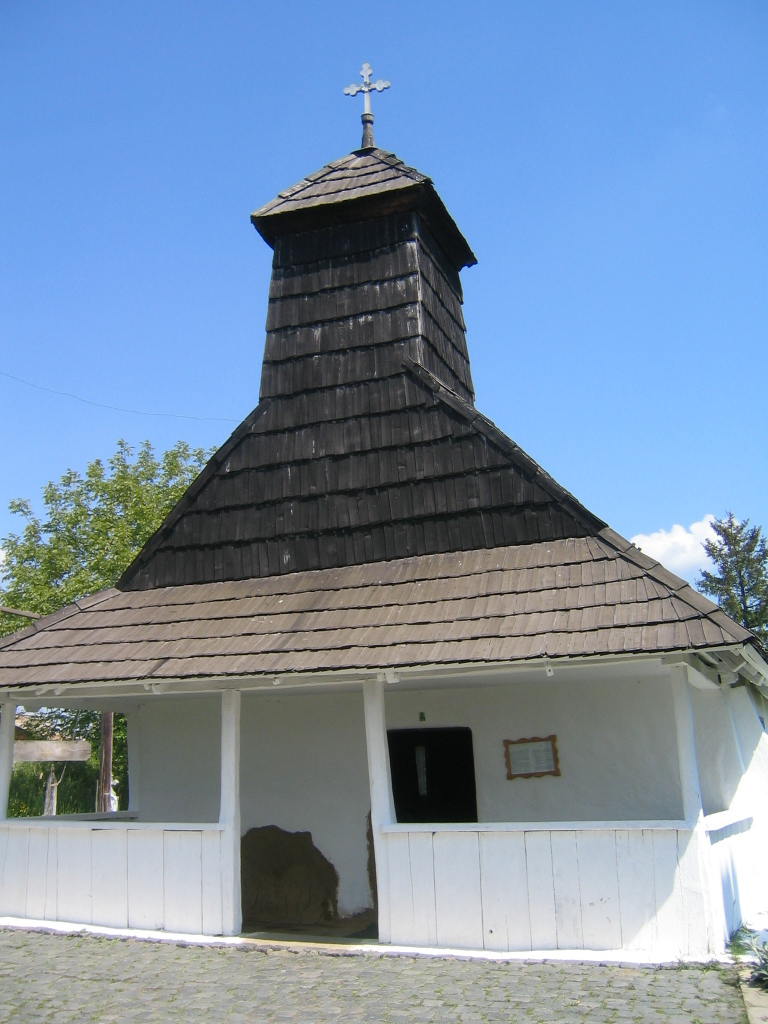
Das Kloster von Cebza

Cebza (ungarisch Csebze) ist ein Dorf im Kreis Timiș, Banat, Rumänien. Cebza gehört zum Verwaltungsbereich der Stadt Ciacova.

## Geografische Lage
Cebza liegt im Südwesten des Kreises Timiș, in 8 Kilometer Entfernung von Ciacova und 31 Kilometer südwestlich von Timișoara.

## Nachbarorte
| Sânmartinu Sârbesc | Peciu Nou                                   | Parța    |
| Giulvăz            | Kompassrose, die auf Nachbargemeinden zeigt | Petroman |
| Rudna              | Macedonia                                   | Ciacova  |

## Geschichte
Eine erste urkundliche Erwähnung der Ortschaft Chevzen stammt aus den päpstlichen Zehntlisten des Jahres 1337. 1424 gehörte die Ortschaft den Grundherren von Ciacova, hatte 92 Häuser, 11 Brunnen und eine Kirche ohne Turm. Auf der Josephinischen Landaufnahme von 1717 war der Ort Csebsha mit 80 Häuser eingetragen und gehörte zum Distrikt Czakovar. Nach dem Frieden von Passarowitz (1718), als das Banat eine Habsburger Krondomäne wurde, war Cebza Teil des Temescher Banats. Nach dem Österreichisch-Ungarischen Ausgleich (1867) wurde das Banat dem Königreich Ungarn innerhalb der Doppelmonarchie angegliedert. Die amtliche Ortsbezeichnung war Csebze. Der Vertrag von Trianon am 4. Juni 1920 hatte die Dreiteilung des Banats zur Folge, wodurch Cebza an das Königreich Rumänien fiel. Die amtliche Ortsbezeichnung ist seitdem Cebza.
Infolge des Waffen-SS Abkommens vom 12. Mai 1943 zwischen der Antonescu-Regierung und Hitler-Deutschland wurden alle deutschstämmigen wehrpflichtigen Männer in die deutsche Armee eingezogen.
Dafür mussten die Deutschen aus Rumänien nach dem Seitenwechsel Rumäniens am 23. August 1944 büßen.
Noch vor Kriegsende, im Januar 1945, fand die Deportation aller volksdeutschen Frauen zwischen 18 und 30 Jahren und Männer im Alter von 16 bis 45 Jahren zur Aufbauarbeit in die Sowjetunion statt.
Das Bodenreformgesetz vom 23. März 1945, das die entschädigungslose Enteignung der deutschen Bauern, als ehemalige Angehörige der Deutschen Volksgruppe in Rumänien, vorsah, entzog der ländlichen Bevölkerung die Lebensgrundlage. Gleichzeitig wurden auch die Häuser der Deutschen entschädigungslos enteignet. Boden und Bauernhäuser wurden an Kleinbauern, Landarbeiter und Kolonisten aus anderen Landesteilen verteilt.
Durch das Nationalisierungsgesetz vom 11. Juni 1948, das die Verstaatlichung aller Industrie- und Handelsbetriebe, Banken und Versicherungen vorsah, fand die Enteignung aller Wirtschaftsbetriebe statt. Anfang der 1950er Jahre wurde die Kollektivierung der Landwirtschaft vollzogen.
Da die Bevölkerung entlang der rumänisch-jugoslawischen Grenze von der rumänischen Staatsführung nach dem Zerwürfnis Stalins mit Tito und dessen Ausschluss aus dem Kominform-Bündnis als Sicherheitsrisiko eingestuft wurde, erfolgte am 18. Juni 1951 die Deportation in die Bărăgan-Steppe unabhängig von der ethnischen Zugehörigkeit. Die rumänische Führung bezweckte zugleich den einsetzenden Widerstand gegen die bevorstehende Kollektivierung der Landwirtschaft zu brechen. Als die Bărăganverschleppten 1956 heimkehrten, erhielten sie die 1945 enteigneten Häuser und Höfe zurückerstattet. Der Feldbesitz wurde jedoch kollektiviert.

### Kloster Cebza
Auf dem Friedhof von Cebza befindet sich eine Holzkirche und ein Kloster, vermutlich aus dem 15. Jahrhundert. Der Altar ist rund um eine Quelle errichtet. Dem Quellwasser werden Heilkräfte zugeschrieben. Urkundlich erwähnt wurde das Kloster erstmals 1758.

## Demografie
| 1880 | 1403 | 1336 | 14 | 38 | 15 |
| 1910 | 1638 | 1493 | 36 | 85 | 24 |
| 1930 | 1387 | 1329 | 27 | 22 | 9  |
| 1977 | 1061 | 1015 | 13 | 4  | 29 |
| 2002 | 745  | 712  | 11 | ?  | ?  |